# Discografia lui Beyoncé Knowles
În 2003, artista lansează primul album de studio intitulat Dangerously In Love care se dovedește a fi un succes comercial, înregistrând vânzări de peste 8 milioane de exemplare la nivel mondial. Materialul se clasează pe locul 1 în țări precum S.U.A și Regatul Unit. Albumul include hiturile mondiale Crazy in Love, Baby Boy, Me, Myself and I, Naughty Girl, precum și single-ul european Work It Out (coloana sonoră a filmului Augustin Powers In Goldmember).
În 2006, B'Day este lansat ca cel de al doilea album de studio. Albumul conține hiturile mondiale Irreplaceable, Déjà Vu, Beautiful Liar, precum și single-urile Ring The Alarm, Get Me Bodied și Green Light. În prezent, vânzările materialului sunt rotunjite la 6.500.000 de copii. Albumul a ocupat locul 1 în S.U.A.

## Albume

### Studio
| An                                                        | Titlu                                                                        | Poziția maximă                                   | Poziția maximă                                   | Poziția maximă                                   | Poziția maximă                                   | Poziția maximă                                   | Poziția maximă                                   | Poziția maximă                                   | Poziția maximă                                   | Poziția maximă                                   | Poziția maximă                                   | Poziția maximă                                   | Poziția maximă                                   | Poziția maximă                                   | Poziția maximă                                   | Vânzări                                          |
| An                                                        | Titlu                                                                        | SUA                                              | R&B                                              | CAN                                              | UK                                               | IRL                                              | GER                                              | ELV                                              | BEL                                              | OLA                                              | SPA                                              | AUS                                              | NZL                                              | JAP                                              | UWC                                              | Vânzări                                          |
| Albume de studio lansate doar de Beyoncé Knowles          | Albume de studio lansate doar de Beyoncé Knowles                             | Albume de studio lansate doar de Beyoncé Knowles | Albume de studio lansate doar de Beyoncé Knowles | Albume de studio lansate doar de Beyoncé Knowles | Albume de studio lansate doar de Beyoncé Knowles | Albume de studio lansate doar de Beyoncé Knowles | Albume de studio lansate doar de Beyoncé Knowles | Albume de studio lansate doar de Beyoncé Knowles | Albume de studio lansate doar de Beyoncé Knowles | Albume de studio lansate doar de Beyoncé Knowles | Albume de studio lansate doar de Beyoncé Knowles | Albume de studio lansate doar de Beyoncé Knowles | Albume de studio lansate doar de Beyoncé Knowles | Albume de studio lansate doar de Beyoncé Knowles | Albume de studio lansate doar de Beyoncé Knowles | Albume de studio lansate doar de Beyoncé Knowles |
| --------------------------------------------------------- | ---------------------------------------------------------------------------- | ------------------------------------------------ | ------------------------------------------------ | ------------------------------------------------ | ------------------------------------------------ | ------------------------------------------------ | ------------------------------------------------ | ------------------------------------------------ | ------------------------------------------------ | ------------------------------------------------ | ------------------------------------------------ | ------------------------------------------------ | ------------------------------------------------ | ------------------------------------------------ | ------------------------------------------------ | ------------------------------------------------ |
| 2003                                                      | Dangerously In Love - Disponibil pe: Casetă audio, CD                        | 1                                                | 1                                                | 1                                                | 1                                                | 1                                                | 1                                                | 2                                                | 3                                                | 4                                                | 5                                                | 2                                                | 8                                                | 12                                               | 1                                                | - La nivel mondial: +11.000.000                  |
| 2006                                                      | B'Day - Disponibil pe: CD, descărcare digitală                               | 1                                                | 1                                                | 3                                                | 3                                                | 3                                                | 5                                                | 2                                                | 7                                                | 5                                                | 5                                                | 8                                                | 8                                                | 4                                                | 1                                                | - SUA: +3.200.000 - La nivel mondial: +7.000.000 |
| 2008                                                      | I Am… Sasha Fierce - Disponibil pe: CD, descărcare digitală                  | 1                                                | 1                                                | 6                                                | 2                                                | 1                                                | 17                                               | 10                                               | 10                                               | 6                                                | 7                                                | 3                                                | 3                                                | 3                                                | 1                                                | - La nivel mondial: +7.000.000                   |
| Coloane sonore realizate în colaborare cu Beyoncé Knowles |                                                                              |                                                  |                                                  |                                                  |                                                  |                                                  |                                                  |                                                  |                                                  |                                                  |                                                  |                                                  |                                                  |                                                  |                                                  |                                                  |
| 2006                                                      | Colana sonoră a filmului Dreamgirls - Disponibil pe: CD, descărcare digitală | 1                                                | 1                                                | —                                                | 1                                                | —                                                | 28                                               | —                                                | —                                                | —                                                | —                                                | —                                                | —                                                | —                                                | 7                                                | - La nivel mondial: +2.100.000                   |

## Single-uri

### Solo
| Anul                                                    | Single                                    | Poziția maximă                            | Poziția maximă                            | Poziția maximă                            | Poziția maximă                            | Poziția maximă                            | Poziția maximă                            | Poziția maximă                            | Poziția maximă                            | Poziția maximă                            | Poziția maximă                            | Poziția maximă                            | Poziția maximă                            | Poziția maximă                            | Poziția maximă                            | Poziția maximă                            | Poziția maximă                            | Poziția maximă                            | Poziția maximă                            | Album                                     |
| Anul                                                    | Single                                    | SUA                                       | R&B                                       | Dance                                     | CAN                                       | UK                                        | IRL                                       | GER                                       | ELV                                       | NTL                                       | SPA                                       | CRO                                       | SUE                                       | NOR                                       | ISR                                       | AUS                                       | NZL                                       | EUR                                       | UWC                                       | Album                                     |
| Discuri single lansate de Beyoncé Knowles               | Discuri single lansate de Beyoncé Knowles | Discuri single lansate de Beyoncé Knowles | Discuri single lansate de Beyoncé Knowles | Discuri single lansate de Beyoncé Knowles | Discuri single lansate de Beyoncé Knowles | Discuri single lansate de Beyoncé Knowles | Discuri single lansate de Beyoncé Knowles | Discuri single lansate de Beyoncé Knowles | Discuri single lansate de Beyoncé Knowles | Discuri single lansate de Beyoncé Knowles | Discuri single lansate de Beyoncé Knowles | Discuri single lansate de Beyoncé Knowles | Discuri single lansate de Beyoncé Knowles | Discuri single lansate de Beyoncé Knowles | Discuri single lansate de Beyoncé Knowles | Discuri single lansate de Beyoncé Knowles | Discuri single lansate de Beyoncé Knowles | Discuri single lansate de Beyoncé Knowles | Discuri single lansate de Beyoncé Knowles | Discuri single lansate de Beyoncé Knowles |
| ------------------------------------------------------- | ----------------------------------------- | ----------------------------------------- | ----------------------------------------- | ----------------------------------------- | ----------------------------------------- | ----------------------------------------- | ----------------------------------------- | ----------------------------------------- | ----------------------------------------- | ----------------------------------------- | ----------------------------------------- | ----------------------------------------- | ----------------------------------------- | ----------------------------------------- | ----------------------------------------- | ----------------------------------------- | ----------------------------------------- | ----------------------------------------- | ----------------------------------------- | ----------------------------------------- |
| 2002                                                    | „Work It Out”                             | —                                         | 104                                       | 13                                        | —                                         | 7                                         | 12                                        | 75                                        | 48                                        | 26                                        | —                                         | 9                                         | 23                                        | 3                                         | 8                                         | 21                                        | 36                                        | 26                                        | 22                                        | Austin Powers in Goldmember               |
| 2003                                                    | „Crazy in Love”                           | 1                                         | 1                                         | 1                                         | 2                                         | 1                                         | 1                                         | 6                                         | 3                                         | 2                                         | 1                                         | 1                                         | 4                                         | 5                                         | 1                                         | 2                                         | 2                                         | 1                                         | 1                                         | Dangerously in Love                       |
| 2003                                                    | „Baby Boy”                                | 1                                         | 1                                         | 2                                         | 2                                         | 2                                         | 6                                         | 4                                         | 5                                         | 8                                         | 8                                         | 1                                         | 5                                         | 10                                        | 1                                         | 3                                         | 2                                         | 4                                         | 3                                         | Dangerously in Love                       |
| 2003                                                    | „Me, Myself and I”                        | 4                                         | 2                                         | 3                                         | 7                                         | 11                                        | 21                                        | 35                                        | 41                                        | 14                                        | 1                                         | 5                                         | 43                                        | —                                         | 1                                         | 11                                        | 18                                        | 32                                        | 8                                         | Dangerously in Love                       |
| 2004                                                    | „Naughty Girl”                            | 3                                         | 8                                         | 1                                         | 2                                         | 10                                        | 14                                        | 14                                        | 18                                        | 10                                        | —                                         | 4                                         | 32                                        | 14                                        | 4                                         | 9                                         | 6                                         | 8                                         | 6                                         | Dangerously in Love                       |
| 2006                                                    | „Check on It”                             | 1                                         | 3                                         | 1                                         | 5                                         | 3                                         | 2                                         | 11                                        | 7                                         | 5                                         | —                                         | 1                                         | 11                                        | 2                                         | 1                                         | —                                         | 1                                         | 6                                         | 2                                         | The Pink Panther SoundTrack               |
| 2006                                                    | „Déjà Vu”                                 | 4                                         | 1                                         | 1                                         | 5                                         | 1                                         | 3                                         | 9                                         | 3                                         | 17                                        | 25                                        | 3                                         | 11                                        | 3                                         | 1                                         | 12                                        | 15                                        | 5                                         | 8                                         | B'Day                                     |
| 2006                                                    | „Ring the Alarm”                          | 11                                        | 3                                         | 1                                         | 45                                        | —                                         | —                                         | —                                         | —                                         | —                                         | —                                         | —                                         | 56                                        | —                                         | —                                         | —                                         | —                                         | —                                         | 37                                        | B'Day                                     |
| 2006                                                    | „Irreplaceable”                           | 1                                         | 1                                         | 1                                         | 2                                         | 4                                         | 1                                         | 11                                        | 9                                         | 3                                         | 1                                         | 1                                         | 19                                        | 8                                         | 1                                         | 1                                         | 1                                         | 4                                         | 1                                         | B'Day                                     |
| 2006                                                    | „Listen”                                  | 61                                        | 23                                        | —                                         | 20                                        | 8                                         | 6                                         | 18                                        | 10                                        | —                                         | —                                         | 14                                        | —                                         | —                                         | 7                                         | —                                         | —                                         | 14                                        | —                                         | B'Day                                     |
| 2007                                                    | „Beautiful Liar”                          | 3                                         | 70                                        | 1                                         | 2                                         | 1                                         | 1                                         | 1                                         | 1                                         | 1                                         | 1                                         | 1                                         | 6                                         | 2                                         | 1                                         | 5                                         | 1                                         | 1                                         | 2                                         | B'Day                                     |
| 2007                                                    | „Amor Gitano”                             | —                                         | —                                         | —                                         | —                                         | —                                         | —                                         | —                                         | —                                         | —                                         | 1                                         | —                                         | —                                         | —                                         | —                                         | —                                         | —                                         | —                                         | —                                         | B'Day                                     |
| 2007                                                    | „Get Me Bodied”                           | 68                                        | 10                                        | —                                         | 2                                         | —                                         | —                                         | —                                         | —                                         | —                                         | —                                         | —                                         | —                                         | —                                         | —                                         | —                                         | —                                         | —                                         | —                                         | B'Day                                     |
| 2007                                                    | „Green Light”                             | —                                         | —                                         | —                                         | —                                         | 12                                        | 46                                        | —                                         | —                                         | 18                                        | —                                         | 11                                        | —                                         | —                                         | 10                                        | —                                         | —                                         | 35                                        | —                                         | B'Day                                     |
| 2008                                                    | „If I Were a Boy”                         | 3                                         | 16                                        | 2                                         | 4                                         | 1                                         | 2                                         | 3                                         | 3                                         | 1                                         | 3                                         | 1                                         | 1                                         | 1                                         | 1                                         | 3                                         | 2                                         | 1                                         | 1                                         | I Am... Sasha Fierce                      |
| 2008                                                    | „Single Ladies (Put a Ring on It)”        | 1                                         | 1                                         | 1                                         | 2                                         | 7                                         | 4                                         | —                                         | 40                                        | 8                                         | 36                                        | 1                                         | 50                                        | 19                                        | 6                                         | 5                                         | 2                                         | 8                                         | 3                                         | I Am... Sasha Fierce                      |
| 2009                                                    | „Halo”                                    | 5                                         | 16                                        | 1                                         | 3                                         | 4                                         | 4                                         | 5                                         | 3                                         | 9                                         | 19                                        | 1                                         | 8                                         | 1                                         | 1                                         | 3                                         | 2                                         | 3                                         | 3                                         | I Am... Sasha Fierce                      |
| 2009                                                    | „Diva”                                    | 19                                        | 3                                         | 1                                         | —                                         | 72                                        | 50                                        | —                                         | —                                         | —                                         | —                                         | —                                         | —                                         | —                                         | —                                         | 40                                        | 26                                        | —                                         | 48                                        | I Am... Sasha Fierce                      |
| 2009                                                    | „Ego”                                     | 39                                        | 3                                         | —                                         | —                                         | —                                         | —                                         | —                                         | —                                         | —                                         | —                                         | —                                         | 29                                        | —                                         | —                                         | —                                         | 11                                        | —                                         | —                                         | I Am... Sasha Fierce                      |
| 2009                                                    | „Sweet Dreams”                            | 10                                        | 48                                        | 1                                         | 17                                        | 5                                         | 4                                         | 8                                         | 19                                        | 26                                        | —                                         | 5                                         | 22                                        | 13                                        | 3                                         | 2                                         | 1                                         | 7                                         | 11                                        | I Am... Sasha Fierce                      |
| 2009                                                    | „Broken-Hearted Girl”                     | —                                         | —                                         | —                                         | —                                         | 27                                        | 20                                        | —                                         | —                                         | —                                         | —                                         | —                                         | —                                         | —                                         | —                                         | 14                                        | —                                         | —                                         | —                                         | I Am... Sasha Fierce                      |
| Discuri single lansate în colaborare cu Beyoncé Knowles |                                           |                                           |                                           |                                           |                                           |                                           |                                           |                                           |                                           |                                           |                                           |                                           |                                           |                                           |                                           |                                           |                                           |                                           |                                           |                                           |
| 2002                                                    | „Bonnie Clyde”                            | 4                                         | 5                                         | —                                         | 2                                         | 2                                         | 8                                         | 5                                         | 6                                         | 5                                         | —                                         | 3                                         | 14                                        | 6                                         | 2                                         | 2                                         | 4                                         | 3                                         | 7                                         | The Blueprint²                            |
| 2007                                                    | „Hollywood”                               | 120                                       | 52                                        | —                                         | —                                         | —                                         | —                                         | —                                         | —                                         | —                                         | —                                         | —                                         | —                                         | —                                         | —                                         | —                                         | —                                         | —                                         | —                                         | Kingdom Come                              |
| 2007                                                    | „Until the End of Time”                   | 17                                        | 3                                         | 20                                        | —                                         | —                                         | —                                         | 39                                        | —                                         | —                                         | —                                         | —                                         | 60                                        | —                                         | —                                         | —                                         | 31                                        | —                                         | —                                         | FutureSex: LoveSounds                     |
| 2008                                                    | „Love in This Club Part II”               | 18                                        | 7                                         | —                                         | 69                                        | —                                         | —                                         | 29                                        | —                                         | —                                         | —                                         | —                                         | —                                         | —                                         | —                                         | 96                                        | —                                         | —                                         | —                                         | Here I Stand                              |
| 2008                                                    | „Just Stand Up!”                          | 11                                        | 83                                        | —                                         | 10                                        | 26                                        | 11                                        |                                           | —                                         | —                                         | —                                         | —                                         | —                                         | —                                         | —                                         | 39                                        | —                                         | —                                         | 19                                        | Kingdom Come                              |
| Alte cântece și discuri promoționale                    |                                           |                                           |                                           |                                           |                                           |                                           |                                           |                                           |                                           |                                           |                                           |                                           |                                           |                                           |                                           |                                           |                                           |                                           |                                           |                                           |
| 2003                                                    | „Fighting Temptations”                    | —                                         | —                                         | —                                         | —                                         | —                                         | —                                         | 54                                        | 42                                        | 13                                        | —                                         | —                                         | —                                         | —                                         | —                                         | —                                         | —                                         | —                                         | —                                         | Fighting Temptations                      |
| 2003                                                    | „Summertime”                              | —                                         | 35                                        | —                                         | —                                         | —                                         | —                                         | —                                         | —                                         | —                                         | —                                         | —                                         | —                                         | —                                         | —                                         | —                                         | —                                         | —                                         | —                                         | Fighting Temptations                      |
| 2004                                                    | „Dangerously in Love 2”                   | 57                                        | 17                                        | —                                         | —                                         | —                                         | —                                         | —                                         | —                                         | —                                         | —                                         | —                                         | —                                         | —                                         | —                                         | —                                         | —                                         | —                                         | —                                         | Dangerously in Love                       |
| 2006                                                    | „Upgrade U”                               | 59                                        | 11                                        | —                                         | —                                         | —                                         | —                                         | —                                         | —                                         | —                                         | —                                         | 23                                        | —                                         | —                                         | —                                         | —                                         | —                                         | —                                         | —                                         | B'Day                                     |
| 2008                                                    | „At Last”                                 | 67                                        | 79                                        | —                                         | 79                                        | —                                         | —                                         | —                                         | —                                         | —                                         | —                                         | —                                         | —                                         | —                                         | —                                         | —                                         | —                                         | —                                         | —                                         | Cadillac Records                          |
| Anul                                                    | Single                                    | Clasamentul                               | Clasamentul                               | Clasamentul                               | Clasamentul                               | Clasamentul                               | Clasamentul                               | Clasamentul                               | Clasamentul                               | Clasamentul                               | Clasamentul                               | Clasamentul                               | Clasamentul                               | Clasamentul                               | Clasamentul                               | Clasamentul                               | Clasamentul                               | Clasamentul                               | Clasamentul                               | Album                                     |
| Anul                                                    | Single                                    | SUA                                       | R&B                                       | Dance                                     | CAN                                       | UK                                        | IRL                                       | GER                                       | ELV                                       | NTL                                       | SPA                                       | CRO                                       | SUE                                       | NOR                                       | ISR                                       | AUS                                       | NZL                                       | EUR                                       | UWC                                       | Album                                     |
| Discuri de locul 1                                      | Discuri de locul 1                        | 5                                         | 5                                         | 8                                         | 0                                         | 4                                         | 3                                         | 1                                         | 2                                         | 2                                         | 5                                         | 7                                         | 1                                         | 1                                         | 8                                         | 1                                         | 3                                         | 3                                         | 3                                         |                                           |
| Discuri de top 10                                       | Discuri de top 10                         | 11                                        | 13                                        | 12                                        | 13                                        | 12                                        | 10                                        | 6                                         | 9                                         | 9                                         | 7                                         | 12                                        | 4                                         | 9                                         | 15                                        | 8                                         | 10*                                       | 9                                         | 11                                        |                                           |

### Alte Piese intrate în Clasamente
| An   | Titlu                                | Poziția maximă | Poziția maximă | Poziția maximă | Poziția maximă | Poziția maximă | Album                |
| An   | Titlu                                | SUA            | SUA R&B        | SUA Tones      | UK             | ROM            | Album                |
| ---- | ------------------------------------ | -------------- | -------------- | -------------- | -------------- | -------------- | -------------------- |
| 2003 | „Sexy Lil Thug”                      | —              | 67             | —              | —              | —              | lansare promoțională |
| 2006 | „So Amazing” (duet cu Stevie Wonder) | —              | —              | —              | —              | 87             | So Amazing           |
| 2007 | „Be With You”                        | —              | —              | 26             | —              | —              | Dangerously in Love  |
| 2007 | „Kitty Kat”                          | —              | 66             | —              | —              | —              | B'Day                |
| 2007 | „Freakum Dress”                      | —              | 116            | —              | —              | —              | B'Day                |
| 2007 | „Lost Yo Mind”                       | —              | 117            | —              | —              | —              | B'Day                |
| 2008 | „Ave Maria”                          | —              | —              | —              | 150            | —              | I Am... Sasha Fierce |
| 2009 | „Video Phone”                        | —              | 114            | —              | —              | —              | I Am... Sasha Fierce |

## Puncte Obținute în United World Chart
| Anul | Piesa                | Poziția maximă | Săptămâni în clasament | Puncte Obținute | Certificat            |
| ---- | -------------------- | -------------- | ---------------------- | --------------- | --------------------- |
| 2002 | "Work It Out"        | 22             | 11                     | 1,270,000       | Disc de Aur           |
| 2002 | "'03 Bonnie & Clyde" | 7              | 19                     | 2,286,000       | Disc de Platină       |
| 2003 | "Crazy in Love"      | 1              | 26                     | 5,818,000       | Dublu Disc de Platină |
| 2003 | "Baby Boy"           | 3              | 23                     | 4,142,000       | Dublu Disc de Platină |
| 2003 | "Me, Myself and I"   | 8              | 14                     | 1,906,000       | Disc de Aur           |
| 2004 | "Naughty Girl"       | 6              | 20                     | 2,760,000       | Disc de Platină       |
| 2006 | "Check on It"        | 2              | 25                     | 3,919,000       | Disc de Platină       |
| 2006 | "Déjà Vu"            | 8              | 19                     | 2,570,000       | Disc de Platină       |
| 2006 | "Ring The Alarm"     | 37             | 5                      | 358,000         | -                     |
| 2006 | "Irreplaceable"      | 1              | 27                     | 5,875,000       | Dublu Disc de Platină |
| 2007 | "Beautiful Liar"     | 2              | 23                     | 4,417,000       | Dublu Disc de Platină |

## Certificate

### Albume
| - Dangerously In Love - Cvadruplu Disc de Platină (4xPlatină) SUA: 4,000,000 - Disc de Platină RIANZ: 15,000 Argentina: 40,000 Elveția: 40,000 Australia: 70,000 Canada: 100,000 Germania: 200,000 Europa: 1,000,000 - Dublu Disc de Platină Regatul Unit: 600,000 - Dublu Disc de Aur Franța: 248,000 - Disc de Aur Austria: 10,000 Belgia: 15,000 Norvegia: 15,000 Suedia: 20,000 Olanda: 30,000 | - B’Day - Triplu Disc de Platină (3xPlatină) SUA: 3,000,000 Irlanda - Dublu Disc de Platină Regatul Unit: 600,000 - Disc de platină Canada: 100,000 Noua Zeelandă: 15,000 Australia: 70,000 Europa: 1,000,000 - Disc de Aur Elveția: 15,000 Mexic: 40,000 Rusia:10,000 România: 10,000 Germania: 100,000 Franța |

### Single-uri
- ARIA: Australia IFPI: Austria IFPI: Germania Noua Zeelandă Arhivat în 11 aprilie 2012, la Wayback Machine. IFPI: Norvegia Arhivat în 10 mai 2011, la Wayback Machine. IFPI: Elveția BPI: Regatul Unit Spania RIAA: SUA 

| - "Work It Out" Norvegia: Disc de aur; - "'03 Bonie & Clyde" Australia: Disc de Platină; - "Crazy in Love" Australia: Disc de Platină Regatul Unit: Disc de Argint Noua Zeelandă: Disc de Aur Norvegia: Disc de Aur SUA: Disc de Aur - digital SUA: Disc de Aur - CD single - "Baby Boy" Australia: Disc de Platină SUA: Disc de Platină - digital SUA: Disc de Aur - CD single - '"Naughty Girl" Australia: Disc de Aur SUA: Disc de Aur - digital - "Dangerously in Love" SUA: Disc de Aur - CD single | - "Check On It" Canada: Disc de Platină SUA: Disc de Aur - digital SUA: Disc de Aur - CD single - "Ring The Alarm" SUA: Disc de Aur - CD single - "Irreplaceable" Australia: Disc de Platină Noua Zeelandă: Disc de Platină SUA: Dublu Disc de Platină - digital SUA: Triplu Disc de Platină - CD single - "Beautiful Liar" Australia: Disc de Aur Belgia: Disc de Aur Germania: Disc de Aur Regatul Unit: Disc de Argint SUA: Disc de Aur - "Amor Gitano" Spania: 8x Disc de Platină (digital) Spania: 15x Disc de Platină (rington-uri) |

## Piese #1
- '03 Bonnie & Clyde Elveția
- Crazy in Love SUA, China, Chile, Europa, Irlanda, Israel, Marea Britanie, Polonia, Spania, Taiwan, United World Chart
- Baby Boy SUA, China, Mexic, Polonia
- Me, Myself and I Spania, Israel
- Naughty Girl Polonia
- Check on It Brazilia, Noua Zeelandă, Polonia, SUA
- Déjà Vu Brazilia, China, Filipine, Israel, Marea Britanie, Polonia, Singapore
- Irreplaceable Australia, Brazilia, Croația, Grecia, Irlanda, Noua Zeelandă, Polonia, SUA, United World Chart
- Listen Gibraltar
- Beautiful Liar Africa de Sud, Argentina, Armenia, Belarus, Bosnia-Herțegovina, Brazilia, Bulgaria, Croația, Danemarca, Elveția, Europa, Franța, Germania, Irlanda, Israel, Italia, Lituania, Macedonia, Malta, Marea Britanie, Noua Zeelandă, Olanda, Spania, Tunisia, Ungaria, Venezuela
- Amor Gitano Spania
- Get Me Bodied Aruba

## Videoclipuri
| Anul | Titlul Piesei                  | Album                                     | Regizor                    |
| ---- | ------------------------------ | ----------------------------------------- | -------------------------- |
| 2002 | "Work It Out"                  | Austin Powers in Goldmember OST           | Matthew Rolston            |
| 2003 | "Crazy in Love" (cu Jay-Z)     | Dangerously in Love                       | Jake Nava                  |
| 2003 | "Fighting Temptation"          | The Fighting Temptations OST              | Antti Jokinen              |
| 2003 | "Baby Boy" (cu Sean Paul)      | Dangerously in Love                       | Jake Nava                  |
| 2004 | "Me, Myself and I"             | Dangerously in Love                       | Johan Renck                |
| 2004 | "Naughty Girl"                 | Dangerously in Love                       | Jake Nava                  |
| 2005 | "Check on It"                  | The Pink Panther OST                      | Hype Williams              |
| 2006 | "Deja Vu" (cu Jay-Z)           | B'Day                                     | Sophie Muller              |
| 2006 | "Ring The Alarm"               | B'Day                                     | Sophie Muller              |
| 2006 | "Irreplaceable"                | B'Day                                     | Anthony Mandler            |
| 2006 | "Listen" (Versiunea 1)         | Dreamgirls: Music from the Motion Picture | Diane Martel               |
| 2006 | "Listen" (Versiunea 2)         | Dreamgirls: Music from the Motion Picture | Matthew Rolston            |
| 2007 | "Upgrade U" (cu Jay-Z)         | B'Day                                     | Melina și Beyoncé          |
| 2007 | "Beautiful Liar" (cu Shakira)  | B'Day Deluxe Edition                      | Jake Nava și Beyoncé       |
| 2007 | "Kitty Kat"/"Green Light"      | B'Day                                     | Melina Matsoukas           |
| 2007 | "Flaws and All"                | B'Day Deluxe Edition                      | Beyoncé                    |
| 2007 | "Get Me Bodied" (Extended Mix) | B'Day                                     | Anthony Mandler și Beyoncé |
| 2007 | "Freakum Dress"                | B'Day                                     | Ray Kay și Beyoncé         |
| 2007 | "Suga Mama"                    | B'Day                                     | Melina și Beyoncé          |
| 2007 | "Still in Love (Kissing You)"  | B'Day Deluxe Edition                      | Cliff Watts și Beyoncé     |

### Videoclipuri pentru Colaborări
| Anul | Titlul Piesei        | Artiști          | Album                                | Regizor                |
| ---- | -------------------- | ---------------- | ------------------------------------ | ---------------------- |
| 2000 | "I Got That"         | Amil cu Beyoncé  | All Money Is Legal                   | Darren Grant and Jay-Z |
| 2002 | "'03 Bonnie & Clyde" | Jay-Z cu Beyoncé | The Blueprint²: The Gift & the Curse | Chris Robinson         |

## DVD-uri
| Anul | Informații                                               | Poziția maximă | Poziția maximă | Poziția maximă | Poziția maximă | Poziția maximă | Poziția maximă | Poziția maximă | Poziția maximă | Premiu                                   |
| Anul | Informații                                               | U.S.           | UK             | CAN            | AUS            | GER            | FRA            | ITA            | JPN            | Premiu                                   |
| ---- | -------------------------------------------------------- | -------------- | -------------- | -------------- | -------------- | -------------- | -------------- | -------------- | -------------- | ---------------------------------------- |
| 2004 | Live at Wembley - Released: 27 aprilie 2004              | 17             | 2 1            | 5 1            | 7 1            | 59             | 9 1            | -              | 8              | RIAA: 2x Platină (200,000 unități) (DVD) |
| 2007 | B'Day Anthology Video Album - Released: 3 aprilie 2007   | -              | -              | -              | -              | -              | -              | -              | -              | RIAA: 2x Platină (200,000 unități)(DVD)  |
| 2007 | The Beyoncé Experience: Live - Lansat: 20 noiembrie 2007 | 2 1            | 14 1           |                |                |                | 12 1           | 9              | 9 1            | RIAA: 3x Platină (300,000 unități)(DVD)  |

1 În clasamentele pentru DVD-uri.